# Johan Christian Thornam
Johan Christian Thornam ou Christian Thornam, né le 28 janvier 1822 à Copenhague, et mort le 6 février 1908 à Frederiksberg, est un artiste naturaliste, graveur et explorateur danois. Thornam a participé à la première circumnavigation danoise du monde en 1845-1847.

## Biographie
Johan Christian Thornam est né en 1822. Il est le deuxième fils de Peter Frederik Thornam (1777-1834) et de son épouse Else Marie Eisen (1794-1874). Son frère aîné, August Wilhelm (6 mai 1813-4 avril 1880), deviendra médecin.

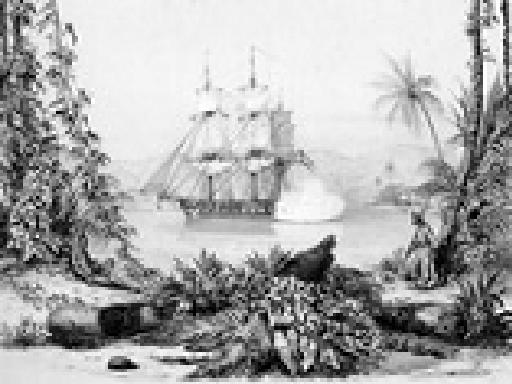
Le navire Galathea à Nicobar en 1846, dessin de Johan Thornam.

Thornam s'intéresse à l'histoire naturelle et, vers 1836, commence à travailler comme dessinateur pour le botaniste Anders Sandøe Ørsted. De 1832 à 1842, il étudie à l'Académie royale des beaux-arts du Danemark, après quoi il commence, la même année, à étudier avec l'artiste Caspar Peter Kongslev. En 1840, il reçoit le prix d'artiste danois De Neuhausenske Præmier (da),. Il est ensuite recruté pour participer à l'expédition Galathea.

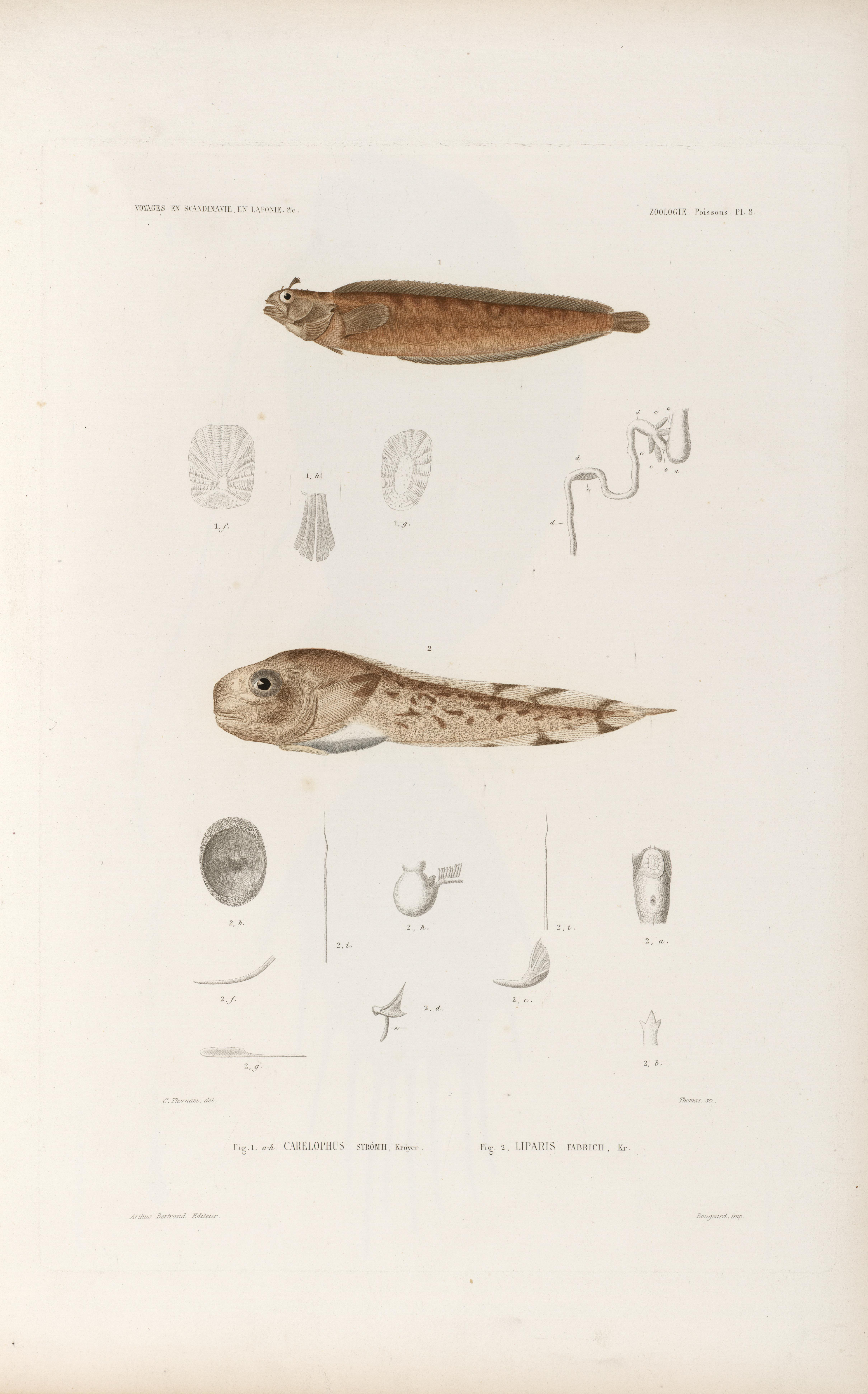
Illustration scientifique pour Voyages de la Commission scientifique du Nord, en Scandinavie, en Laponie, au Spitzberg et aux Feröe, publié dans les années 1850.

Le 24 juin 1845, la corvette Galathea quitte le port de Copenhague. Au cours du voyage, Thornam dessine à la fois des dessins scientifiques et des motifs naturels. 
Au cours de son séjour aux îles Nicobar, il a une dispute avec le botaniste de l'expédition, Bernhard Casper Kamphǿvener, qui se termine par un duel le 5 février 1846. 
En 1850, il débute comme dessinateur et graveur pour Flora Danica,, à partir de 1867, il obtient un emploi permanent. À partir de 1867, il est également professeur de dessin de plantes pour les étudiants en histoire naturelle. 
Le 5 mai 1852, il épouse Georgia Elisa Augusta Fritz (27 avril 1830-16 janvier 1896) à Roskilde. Le couple aura une fille, Elisa Marie Thornam (da), qui deviendra également artiste.
En 1851, la première édition de Skizzer paa Corvetten Galatheas Jordomsejling 1845-1847 est publiée qui est suivie en 1867 d' Afbildninger til Brug ved Undervisningen i Zoologi. 
Il est mort en 1908 et est enterré au cimetière Lyngby Assistens à Kongens Lyngby (sv).